# Ayumi hamasaki COUNTDOWN LIVE 2007-2008 Anniversary
『ayumi hamasaki COUNTDOWN LIVE 2007-2008 Anniversary』（アユミ・ハマサキ・カウントダウン・ライブ・2007-2008 アニバーサリー）は、2007年12月30日、31日に国立代々木競技場第一体育館で開催された浜崎あゆみのカウントダウン・ライブ、および2008年6月18日に発売されたDVDである。タイトル「Anniversary」の「A」はロゴ表記。

## 曲目
1. starting over
2. talkin' 2 myself
3. STEP you
4. Ladies Night
5. fated
6. Together When...
7. decision
8. SURREAL
9. Bold & Delicious
10. RAINBOW
11. evolution
12. Boys & Girls
13. glitter

### encore
1. untitled 〜for her〜
2. 卒業写真
3. Humming 7/4
4. MY ALL

## 参加ミュージシャン
- 浜崎あゆみ：Vocal

バンドメンバー
- 江口信夫：Drums
- エンリケ：Bass
- 野村義男：Guitar
- 清水俊也：Keyboards
- 宮崎裕介：Keyboards
- 濱田“ペコ”美和子：Chorus
- 山崎“プリンセス”陽子：Chorus